# Internazionali d'Italia 2002
Gli Internazionali d'Italia 2002 (chiamati anche Internazionali BNL d'Italia per motivi di sponsorozzazione) sono stati un torneo di tennis giocato sulla terra rossa. È stata la 59ª edizione del Roma Masters, che fa parte della categoria ATP Masters Series nell'ambito dell'ATP Tour 2002, e della Tier I nell'ambito del WTA Tour 2002. Sia che il torneo maschile che quello femminile si sono giocati al Foro Italico di Roma in Italia.

## Campioni

### Singolare maschile
Andre Agassi ha battuto in finale  Tommy Haas con il punteggio di 6–3, 6–3, 6–0

### Singolare femminile
Serena Williams ha battuto in finale  Justine Henin-Hardenne con il punteggio di 7–6(6), 6–4

### Doppio maschile
Martin Damm /  Cyril Suk hanno battuto in finale  Wayne Black /  Kevin Ullyett con il punteggio di 7–5, 7–5

### Doppio femminile
Virginia Ruano Pascual /  Paola Suárez hanno battuto in finale  Conchita Martínez /  Patricia Tarabini con il punteggio di 6–3, 6–4